# Roca Seaward
La Roca Seaward (en inglés: Seaward Rock) (54°0′S 37°19′O / -54.000, -37.317) es una roca cerca del noreste de la isla Mollyhawk, formando la roca más al norte y más hacia el mar, en un grupo de islas que ocupa la parte central de la bahía de las Islas en Georgia del Sur. En primer trazado ocurrió en 1912-1913 por Robert Cushman Murphy, un naturalista a bordo del bergantín Daisy. Probablemente nombrado por personal Investigaciones Discovery que encuestaron a la bahía de las Islas entre 1929 y 1930.